# Antonella Colonna Vilasi
Antonella Colonna Vilasi est président du Centre d'études sur le renseignement - UNI à Rome (Italie). 
Il a été le premier auteur européen à avoir publié une trilogie sur les questions de renseignement. Il collabore avec de nombreuses revues scientifiques, avec des articles sur renseignement et de sécurité. Il enseigne dans un certain nombre de services de renseignement.

## Source
- (it) Cet article est partiellement ou en totalité issu de l’article de Wikipédia en italien intitulé « Antonella Colonna Vilasi » (voir la liste des auteurs).